# Aminjevskoje Sjosse
Aminjevskoje Sjosse (Russisch: Аминьевское шоссе ) is een station van de Grote Ringlijn van de Moskouse metro. Het station ligt aan de gelijknamige autoweg en is op 7 december 2021 geopend. 

## Ligging en ontwerp
Het station is onderdeel van het zuidwest kwadrant van de Grote Ringlijn tussen de stations Davydkovo en Mitsjoerinski Prospekt. Het wordt gebouwd op het terrein van de bouwmarkt Phoenix bij het kruispunt van de Aminjevskoje Sjosse met de Otsjavskoje Sjosse en de spoorlijn naar Kiev. Het station krijgt twee ondergrondse verdeelhallen die via voetgangerstunnels van weerszijden van de  Aminjevskoje Sjosse toegankelijk zijn. Het station zal de woonwijken in de buurt bedienen en biedt door de haltes van overig openbaar vervoer ook overstapmogelijkheden op andere verbindingen. Naast het station zal ook een station van de MCD lijn 4 worden gebouwd zodat een nieuw vervoersknooppunt zal ontstaan. Verder zal een gebouw met commerciële ruimtes worden opgetrokken en wordt een ondergrondse parkeergarage van 30.000 m2 gebouwd.
Aan de noordwest kant van het station is een tweede depot voor de ringlijn gepland. Hiervoor zijn naast de doorgaande sporen aan de noordkant nog twee ondergrondse toeritten voor het depot gebouwd. 

## Chronologie
- 23 juni 2017 de Chinese aannemer CRCC begint met de bouw van het zuidwest kwadrant van de Grote Ringlijn.
- 19 september 2017 Aflevering van drie tunnelboormachines uit China voor de bouw van het traject  Prospekt Vernadskogo – Aminjevskoje Sjosse. Hierbij werd aangekondigd dat de bouw en installatie werkzaamheden eind 2019 gereed zouden zijn.
- 28 april 2018 Aankondiging dat in mei gestart zal worden met de tunnelbouw.
- 8 juni 2018 De tunnelboormachine wordt opgebouwd op het terrein van het station.
- 16 augustus 2018 Het boren van de 1,5 kilometer lange tunnel naar Mitsjoerinski Prospekt begint.
- 25 januari 2019 Aan de noordkant wordt begonnen met de bouw van de buitenste tunnel richting Davydkovo. De tunnelboormachine zal na de voltooiing van 350 meter tunnel omdraaien en daarna de andere tunnel en ruimte voor een keerspoor boren.
- 7 december 2021, begin van de reizigersdienst.